# المساجد (موقع أثري)
المساجد هو موقع أثري من فترة جنوب شبه الجزيرة العربية القديمة، يقع على حافة حوض المرتفعات اليمنية، أسفل سلسلة جبال جبل سهل بالقرب من الحدود مع قتبان.

## تاريخ
الموقع القديم مستمد من أنشطة البناء الخاصة بـ سبأ مكرب يدع إل ذريح الأول، الذي وضع حكمه حوالي 660 قبل الميلاد من قبل هيرمان فون ويسمان وحوالي 490-470 قبل 
الميلاد بواسطة كينيث كيتشن. ياظال زاره أنا بنيت أهم ثلاثة معابد مخصصة لإله القمر ألمقة: معبد أوام أمام أبواب العاصمة مأرب، ومعبد صرواح، ومعبد المساجد، الذي سمي ما 'الضلع، بعد عاصمة سبأ (التي لا ينبغي الخلط بينها). حولها، أقامت يداعل زريح الأول التحصينات التي يشار إليها مرارًا وتكرارًا باسم مراد. تم نشر النقوش الموجودة في الموقع كـ RES 3949 and Gl 1108، 1109، 1122، 1116Répertoire d’Épigraphie sémitique [répertoire d’Épigraphie sémitique] و 1120. تمكنت جاكلين بيريني، الخبيرة في اللغات السامية، من استخدام نقوش الموقع لتحديد كيفية التصوير المرئي لـ تغيرت الحروف العربية الجنوبية القديمة بمرور الوقت.

## المعبد
موقع المعبد البيضاوي في حالة سيئة من الحفظ؛ يقع المعبد نفسه في الأنقاض. فقط بقايا الأساسات تعطي أي فكرة عن مظهر المبنى. تمكن عالم الآثار المصري أحمد فخري، الذي وصف المعبد لأول مرة، من إظهار أنه كان هيكلًا مستطيلًا، من نوع به العديد من أوجه الشبه. أحاطت هذه الباحة المستطيلة بفناء، مع سيلا من جانب واحد. تم وضع القرابين في الفناء (انظر الى RES 2771 و 2774). كان المجمع بأكمله محاطًا بجدار حجري بيريبولوس بقياس 100 × 37 مترًا. على الجانب الأمامي من هذا كان هناك ثلاثة مداخل. تم التركيز بشكل خاص على المدخل الأوسط من هذه المداخل بواسطة بروبيلون قائم على أعمدة. تعكس الخطة الأرضية وشكل الهيكل النموذج الأولي لمبنى المعبد السبئي.
كان المعبد موقعًا دينيًا نشطًا لعدة قرون، لذلك كان لا بد من تجديده وتعديله في كثير من الأحيان استجابة للاتجاهات الجديدة. مع مرور الوقت، تمت إضافة عناصر زخرفية، مثل التكوينات الزهرية والعناصر المتأثرة بالممارسات الأجنبية. كان من الممكن أن يحتوي المعبد على منحوتات حيوانية معدنية بالحجم الطبيعي، بالإضافة إلى هدايا وإهداءات نذرية على شكل لوحات منقوشة وصور رمزية أخرى.

## فهرس
- هورست كوب ، محرر. جغرافيا اليمن. الدكتور لودفيج ريتشيرت فيرلاغ فيسبادن ، 2005 ، ISBN 3-89500-500-2
- والتر دبليو مولر. رسم تخطيطي لتاريخ جنوب الجزيرة العربية القديمة. في: Werner Daum: اليمن ، أومشاو ، فرانكفورت / ماين ، (ردمك 3-7016-2251-5)؛ ص 50 - 56
- يورجن شميت. مباني عبادة عربية جنوبية قديمة. في: ويرنر دوم: اليمن ، أومشاو ، فرانكفورت / ماين، (ردمك 3-7016-2251-5) ص 81-101
- هيرمان فون ويسمان. في تاريخ وجغرافية جنوب الجزيرة العربية القديمة. (مجموعة إدوارد جلاسر ، رقم 3 =الأكاديمية النمساوية للعلوم ، فصل فلسفي تاريخي ، تقارير الجلسة ، المجلد 246)، بولوس، فيينا 1964.
- هيرمان فون ويسمان ، ماريا هوفنر. مساهمات في الجغرافيا التاريخية لجنوب شبه الجزيرة العربية قبل الإسلام (= أطروحات قسم العلوم الإنسانية والاجتماعية بأكاديمية العلوم والآداب في ماينز ، سنة 1952 ، العدد 4). ناشر أكاديمية العلوم والآداب في ماينز ، ماينز 1953